# Józef Cieszanowski
Józef Cieszanowski herbu Jelita – sędzia ziemski sanocki w latach 1765–1770, łowczy sanocki w latach 1761–1765, podstarości sanocki  w latach 1758–1765, sędzia kapturowy ziemi sanockiej w 1764 roku.
Syn Jerzego i Teresy z Łysakowskich.
Poseł na sejm 1758 roku z ziemi sanockiej. W 1767 roku przystąpił do konfederacji radomskiej.